# Can Gurgui (Canovelles)
Can Gurgui és una masia de Canovelles (Vallès Oriental) inclosa a l'Inventari del Patrimoni Arquitectònic de Catalunya.

## Descripció
Masia edificada sobre una pendent, de planta baixa, pis i golfes, amb coberta a dues vessants. Els materials de construcció són pobres, tan sols la paret nord està feta de pedra, les altres, inclosa la volta de la porta, són fetes de fang i pedres petites.
Tot i que a l'interior es troba molt ben conservada l'estructura original, han desaparegut els elements annexes a la casa, com el pou, que ara pertany a una casa veïna, i l'era.